# Nuku Hiva (Gemeinde)

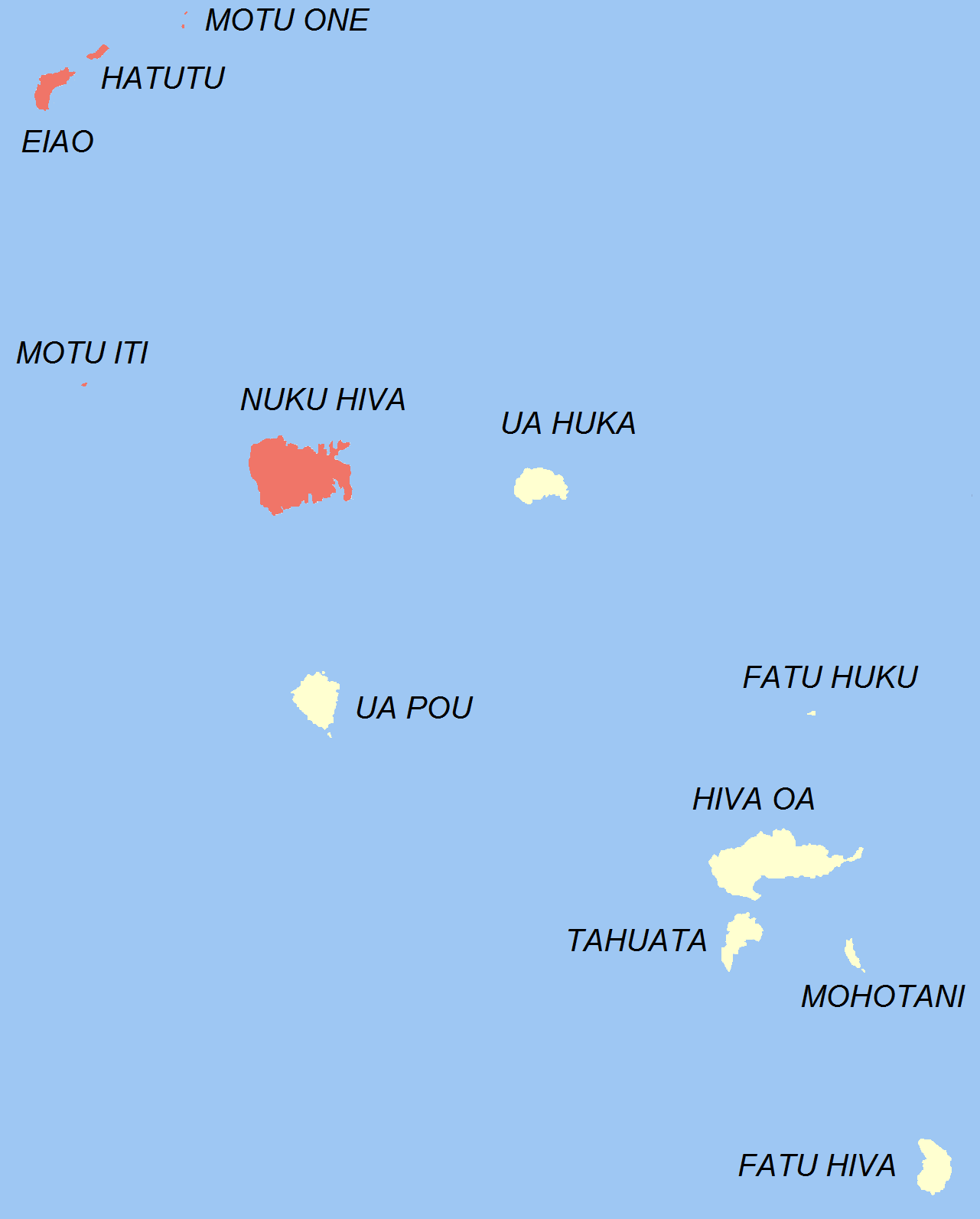
Lage der Gemeinde Nuku Hiva

Nuku Hiva ist eine Gemeinde in Französisch-Polynesien, auf dem Archipel der Marquesas. Sie umfasst die Insel Nuku Hiva sowie die kleineren nordwestlich davon gelegenen, unbewohnten Inseln Eiao, Hatutu, Motu One und Motu Iti.
Die Gemeinde gliedert sich in drei Teilgemeinden (mit Einwohnerzahlen zum Stand 2022):
- Taiohai (2218), Südwesten, Hauptort, mit den unbewohnten Inseln Eiao, Hatutu, Motu One und Motu Iti
- Hatiheu (392), Norden
- Taipivai (415), Südosten

Die Gemeindegemarkung umfasst 387,8 km². Die höchste Erhebung erreicht 1224 m. ü. M.